# Samalús
Samalús es una entidad de población española del municipio de Cánoves y Samalús, perteneciente a la provincia de Barcelona, en la comunidad autónoma de Cataluña.

## Historia
Hacia mediados del siglo XIX, el lugar, que por entonces ya compartía municipio con Cánoves, tenía contabilizada una población de 304 habitantes. Aparece descrito en el decimotercer volumen del Diccionario geográfico-estadístico-histórico de España y sus posesiones de Ultramar de Pascual Madoz de la siguiente manera:

SAMALUS: l. en la prov., aud. terr., c. g. y dióc. de Barcelona (6 leg.), part. jud. de Granollers (1 1/2), ayunt. de Canovas: sit. sobre una colina, en la parte superior del Valles, con buena ventilacion y clima templado y sano; las enfermedades comunes son fiebres intermitentes. Tiene 80 casas, una igl. parr. (San Andrés) servida por un cura de primer ascenso, de provision real y ordinaria. El térm. confina N. Vallcarcara; E. Canovas; S. Corró de Munt y Llaroná, y O. Garriga; en él se encuentran algunas casas, conocidas por Vecindario de la Riera. El terreno participa de monte y llano; contiene algun bosque arbolado y de malezas, y le cruzan varios torrentes y arroyos, que le proporcionan riego para la parte de huerta. Los caminos son locales, de herradura, y se hallan en mal estado. El correo se recibe de Granollers. prod.: trigo, maiz, legumbres, patatas y vino; cria ganado lanar, cabrio y de cerda, y caza de liebres, conejos v perdices. pobl.: 60 vec., 304 almas. cap. prod.: 2.624,400 rs. imp.: 65,610.
(Madoz, 1849, p. 717)

En 2022, la entidad singular de población de Samalús tenía empadronados 264 habitantes.

## Patrimonio
En el lugar hay una iglesia bajo la advocación de San Andrés.